# John Barry (Bischof, 1799)
John Barry (* 16. Juli 1799 in Coolamain, Irland; † 19. November 1859 in Paris, Frankreich) war ein irisch-amerikanischer Geistlicher und Bischof von Savannah.

## Leben
John Barry empfing am 24. September 1825 das Sakrament der Priesterweihe für das Bistum Charleston.
Nach dem Tod des ersten Bischofs von Savannah, Francis Xavier Gartland, wurde er zum Diözesanadministrator gewählt. Papst Pius IX. ernannte ihn am 9. Januar 1857 zum Bischof von Savannah. Der Erzbischof von Baltimore, Francis Patrick Kenrick, spendete ihm am 2. August desselben Jahres die Bischofsweihe; Mitkonsekratoren waren der Bischof von Mobile, Michael Portier, und der Bischof von Philadelphia, Johannes Nepomuk Neumann CSsR.
Das Bistum war bei seiner Amtsübernahme finanziell unzureichend ausgestattet und personell durch eine Gelbfieberepidemie geschwächt. Trotz seiner angegriffenen Gesundheit fuhr Barry daher nach Europa, um Spenden und Priester anzuwerben. Während dieser Reise starb er in Paris.